# Archipel de Turku
L'archipel de Turku, ou archipel du sud-ouest de la Finlande, est un archipel d'environ 20 000 îles faisant partie de l'archipel finlandais.
Il s'étend de Särkisalo et d'Hiittinen à l'archipel de Kustavi.

## Présentation
Les iles sont reliées par la Route périphérique de l'archipel.

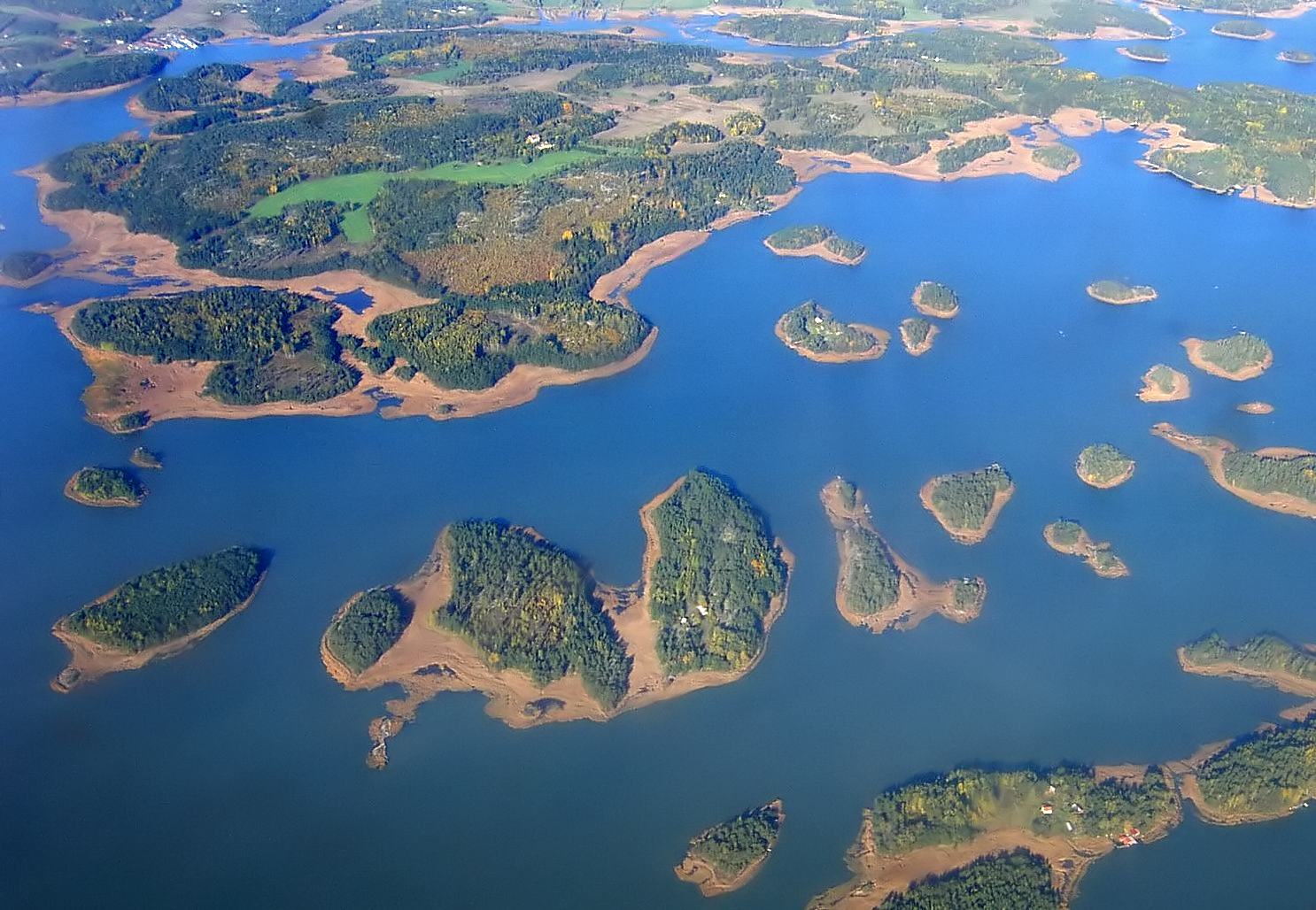
Vue de l'Archipel de Turku.

## Municipalités

### Communes situées entièrement dans l'archipel
- Kemiönsaari
- Kustavi
- Parainen

### Autres communes en partie dans l'archipel
- Kaarina
- Masku
- Naantali
- Salo
- Taivassalo
- Turku